# Córdoba Open
Córdoba Open este un turneu de tenis masculin din seria ATP World Tour 250 disputat pe terenuri de zgură în aer liber. A avut loc pentru prima dată în cadrul turneului mondial ATP 2019, înlocuind Ecuador Open Quito. Turneul are loc la Estadio Mario Alberto Kempes din Córdoba, Argentina. Turneul face parte din Golden Swing din America Latină.

## Rezultate

### Simplu
| An   | Campion               | Finalist             | Scor          |
| ---- | --------------------- | -------------------- | ------------- |
| 2019 | Juan Ignacio Londero  | Guido Pella          | 3–6, 7–5, 6–1 |
| 2020 | Cristian Garín        | Diego Schwartzman    | 2–6, 6–4, 6–0 |
| 2021 | Juan Manuel Cerúndolo | Albert Ramos Viñolas | 6–0, 2–6, 6–2 |
| 2022 | Albert Ramos Viñolas  | Alejandro Tabilo     | 4–6, 6–3, 6–4 |
| 2023 | Sebastián Báez        | Federico Coria       | 6–1, 3–6, 6–3 |
| 2024 | Luciano Darderi       | Facundo Bagnis       | 6–1, 6–4      |

### Dublu
| An   | Campioni                               | Finaliști                              | Scor          |
| ---- | -------------------------------------- | -------------------------------------- | ------------- |
| 2019 | Roman Jebavý Andrés Molteni            | Máximo González Horacio Zeballos       | 6–4, 7–6(7–4) |
| 2020 | Marcelo Demoliner Matwé Middelkoop     | Leonardo Mayer Andrés Molteni          | 6–3, 7–6(7–4) |
| 2021 | Rafael Matos Felipe Meligeni Alves     | Romain Arneodo Benoît Paire            | 6–4, 6–1      |
| 2022 | Santiago González Andrés Molteni (2)   | Andrej Martin Tristan-Samuel Weissborn | 7–5, 6–3      |
| 2023 | Máximo González Andrés Molteni (3)     | Sadio Doumbia Fabien Reboul            | 6–4, 6–4      |
| 2024 | Máximo González (2) Andrés Molteni (4) | Sadio Doumbia Fabien Reboul            | 6–4, 6–1      |